# Flyswatter (álbum)
Flyswatter es un demo grabado en mayo de 1993 por blink-182 cuando eran conocidos solo como "Blink". Cambiaron su nombre por blink-182 porque una banda irlandesa de techno ya se llamaba blink. La grabación se hizo en la alcoba de Scott, fue hecha en vivo y en limpio, sin mezclas o doblados. Este demo estuvo disponible pero tenía muy mala calidad y no fue muy popular; la banda dice que este demo es de una calidad muy pobre y que es improbable que lo saquen de nuevo.

## Lista de canciones
1. Reebok Commercial 2:51
2. Time 2:26
3. Red Skies 3:25
4. Alone 2:44
5. Point Of View 1:19
6. Marlboro Man 3:39
7. The Longest Line (Cover de Nofx) 2:07
8. Freak Scene 2:39

## Créditos
- Tom DeLonge - guitarra y cantante
- Mark Hoppus - bajo y cantante
- Scott Raynor - batería

- Datos: Q2624579